# Bong (restaurang)
Bong är inom restauranger en kvittens där serveringspersonalen noterat den mat eller dryck som beställts av gästen. Bongen lämnas sedan över till kök respektive bar för att kvittera ut maten eller drycken.
Bongen består vanligtvis av en liten lapp på vilken det framgår vilken vara som beställt, kvantitet samt av vilket bord. I kommunikationen med köket används nästan alltid bongar men till bar används det enbart om man har särskild bartender.
Bongen används av köket (eller baren) för att hålla koll på dels vilken mat som beställts men också i vilken ordning.
Vanligtvis skrivs bongen ut som ett sorts kvitto efter att serveringspersonalen slagit in beställningen i kassaapparaten. Innan kassamaskinernas genomslag skrevs bongarna för hand. En handskriven bong kallas idag ibland nollbong.